# Tripp, trapp, trull (hus i Kalmar)

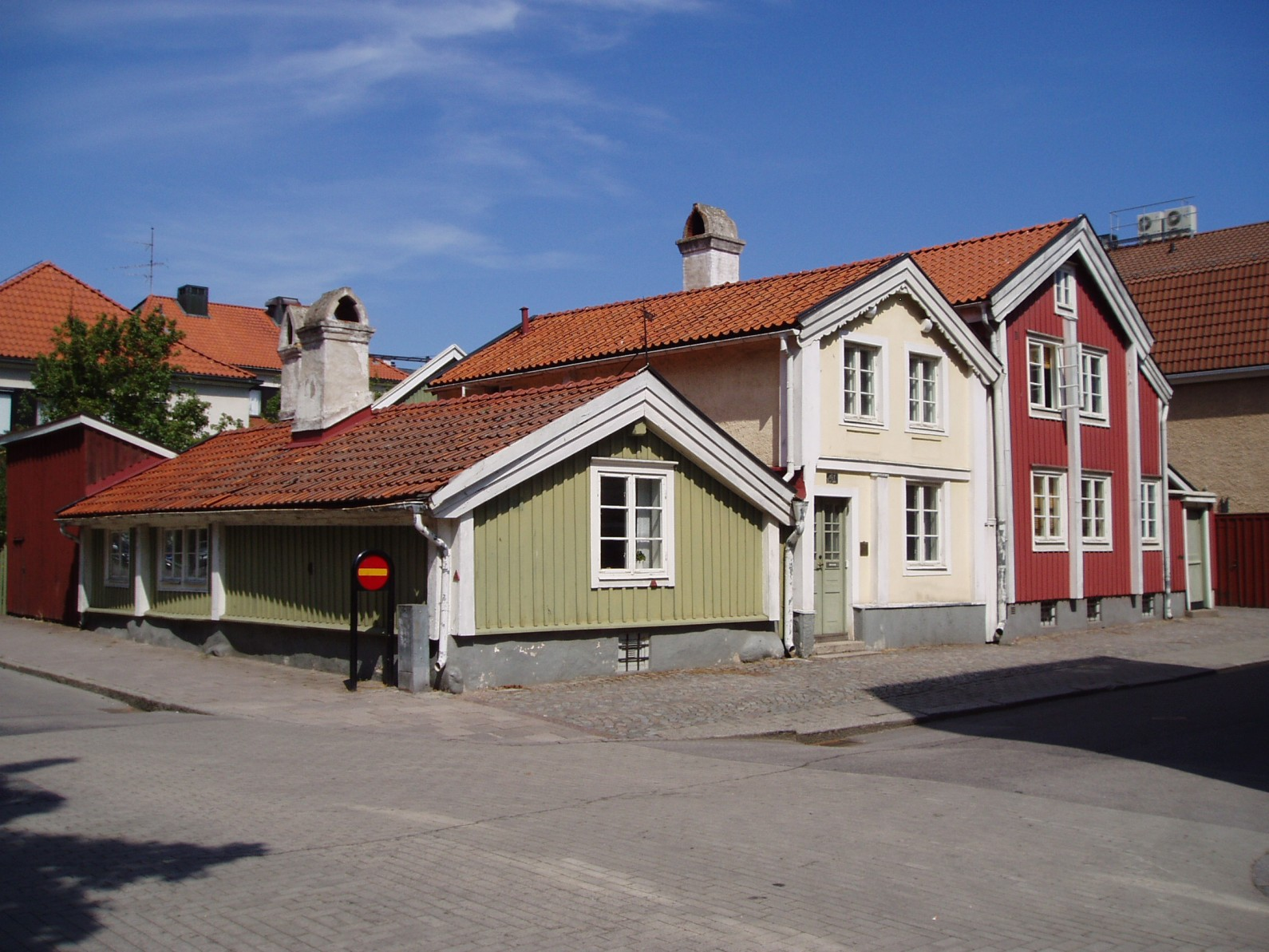
Tripp, trapp, trull

Tripp, trapp, trull kallas tre hus på Fiskaregatan i Kalmar. De har fått sina namn efter sin storlek. De är avbildade på vykort och förekommer även i reklamsammanhang för villafärger.
Troligtvis är de byggda på 1600-talet, och överlevde Kalmars stadsbrand 1765.
Husen ägdes och byggdes antagligen  av systrarna Fornander som sedan skänkte de tre väldigt speciella husen till nuvarande Kalmar domkyrkoförsamling. Därefter har husen sålts till privatpersoner som nu äger dem.